# كريستيان بلوم (منافس ألعاب قوى)
كريستيان بلوم (بالألمانية: Christian Blum)‏ (و. 1987  م) هو منافس ألعاب قوى، وعداء سريع من ألمانيا، وألمانيا الشرقية، ولد في نويبراندنبورغ.

## روابط خارجية
- كريستيان بلوم على موقع الاتحاد الدولي لألعاب القوى (الإنجليزية)
- كريستيان بلوم على موقع الدوري الماسي (الإنجليزية)